# Castellaniomyces
Castellaniomyces is een monotypisch geslacht van schimmels behorend tot de orde Xylariales. De typesoort is Castellaniomyces rosae.